# Список прапороносців Руанди на Олімпійських іграх
Це список прапороносців, які представляли Руанду на Олімпійських іграх.
| # | Рік, Місце           | Сезон | Прізвище             | Вид спорту     |
| - | -------------------- | ----- | -------------------- | -------------- |
| 1 | 1984, Лос-Анджелес   | літо  | Еммануель Твагіраєзу |                |
| 2 | 1988, Сеул           | літо  | Матіас Нтавулікура   | легка атлетика |
| 3 | 1996, Атланта        | літо  | Парфаїт Нтукамаягве  |                |
| 4 | 2000, Сідней         | літо  | П'єр Каремера        |                |
| 5 | 2004, Афіни          | літо  | Матіас Нтавулікура   | легка атлетика |
| 6 | 2008, Пекін          | літо  | Памела Гірімбабазі   | плавання       |
| 7 | 2012, Лондон         | літо  | Адрієн Ніоншуті      | велоспорт      |
| 8 | 2016, Ріо-де-Жанейро | літо  | Адрієн Ніоншуті      | велоспорт      |